# الحرف (عمران)

تعديل مصدري - تعديل

الحرف هي مدينة ومركز مديرية حرف سفيان بمحافظة عمران اليمنية، بلغ تعداد سكانها 4146 نسمة حسب الإحصاء الذي أجري عام 2004.